# Marc François (acteur)
Pour les articles homonymes, voir François et Marc François.
Marc François, né le 19 février 1951 à Paris 11e, (Seine), et mort le 11 août 2009 à Brive-la-Gaillarde, (Corrèze), est un acteur et directeur artistique français,.
Essentiellement actif dans le doublage, il est surtout connu pour ses nombreuses prestations au sein de l'animation. Il a notamment été dans les années 1980 la voix française de Mickey Mouse, l'une des voix de Porky Pig, ou encore de Hyoga et Shiryu dans l’anime japonais Saint Seiya (Les Chevaliers du Zodiaque en VF).

## Biographie

### Jeunesse et débuts
Issu de parents propriétaires d'un cinéma, Marc François entre au conservatoire du 13e arrondissement de Paris à 14 ans, puis joue dans quelques pièces de théâtre.
La mère de Maxime Le Forestier, un de ses compagnons du cours Florent, écrit les adaptations françaises de la série télévisée Les Incorruptibles et le fait entrer dans la société de doublage française. Avec le western Le Grand Chaparral, il signe son premier rôle important.

### Carrière
Figure familière du doublage français des années 1970-1980, Marc François devient dans les années 1980 la voix française du personnage de Mickey Mouse, avant de déclarer forfait, le tabac l'empêchant de continuer à monter en voix de tête (voix aiguë forcée). Il a aussi été l'une des voix de Porky Pig. Il est aussi connu pour ses doublages dans des films comme Platoon, SOS Fantômes, RoboCop, Y a-t-il un pilote dans l'avion ?, Police Academy, Retour vers le futur 2, etc. Il participe également au doublage du pastiche La Classe américaine de Michel Hazanavicius.
Il est aussi illustré dans le doublage de l’anime japonais Les Chevaliers du Zodiaque (Saint Seiya), où il double principalement les personnages de Hyoga et Shiryu ainsi que d'autres personnages, en plus d'assurer la direction du doublage. Lorsqu'il vit la série pour la première fois, il pensa que l'anime ne serait pas diffusé en France, en raison de sa violence. Malgré cela, il s'est investi sérieusement dans le doublage des épisodes.
En parallèle, il a également fait du théâtre d'avant-garde, mis en scène le spectacle Les demoiselles de Rochechouard avec Maïk Darah, et dirigé plusieurs plateaux de doublage à la SOFI,.
Il s'intéressait aussi à l'écriture et tint une rubrique dans l'émission L'Oreille en coin sur France Inter.

### Mort
Marc François meurt le 11 août 2009, des suites d'une longue maladie, à l'âge de 58 ans.

## Filmographie
- 1983 : Banzai de Claude Zidi : L'aumonier
- 1986 : Le cœur cambriolé de Michel Subiela (d'après une nouvelle homonyme de Gaston Leroux) : le valet Émile[5]
- 1986 : Black Mic-Mac de Thomas Gilou
- 1994 : Lumière noire de Med Hondo

## Doublage

### Cinéma

#### Films
- Bobcat Goldthwait (4 films) dans :
  - Police Academy 2 : Au boulot ! (1985) : Zed
  - Police Academy 3 : Instructeurs de choc (1986) : Zed
  - La Pie voleuse (1987) : Carl Hefler
  - Police Academy 4 : Aux armes citoyens (1987) : Zed

- Willem Dafoe dans :
  - Les Prédateurs (1983) : le deuxième jeune dans la cabine téléphonique
  - Platoon (1986) : le sergent Elias
  - Cry Baby (1990) : le gardien de la prison pour mineurs

- Rick Moranis dans :
  - SOS Fantômes (1984) : le comptable Louis Tully
  - SOS Fantômes 2 (1989) : Louis Tully
  - Portrait craché d'une famille modèle (1989) : Nathan Huffner

- Simon Ward dans :
  - Le Tigre du ciel (1976) : le lieutenant Crawford
  - Holocauste 2000 (1977) : Angel Caine

- Robert Hays dans :
  - Y a-t-il un pilote dans l'avion ? (1980) : Ted Striker (Ted Crochet en VF)
  - Y a-t-il enfin un pilote dans l'avion ? (1982) : Ted Striker (Ted Crochet en VF)

- 1960[n 1] : Comanche Station : Dobie (Richard Rust)
- 1972[n 2] : La Clinique en folie : Hinkley (Keith Allison)
- 1973 : La Chasse aux diplômes : Willis « Liberty » Bell (Craig Richard Nelson)
- 1975 : Les Dents de la mer : Cassidy (Jonathan Filley) (1er doublage)
- 1975 : Spécial Magnum : Robert Tracer (Anthony Forrest)
- 1976 : La Bataille de Midway : ? ( ? )
- 1976 : Meurtres sous contrôle : Harold Gorman (Sammy Williams)
- 1976 : Embryo : Gordon Holliston (John Elnick)
- 1976 : Africa Express : John Baxter (Giuliano Gemma)
- 1976 : Flics en jeans : Gipo (Roberto Chiappa) et Chiappetta (Angelo Pellegrino)
- 1976 : Un dimanche noir : Tim Spencer (Carter Bland)
- 1976 : La Vengeance aux tripes : Poke Jackson (Timothy Bottoms)
- 1976 : Pour pâques ou à la trinita : un évadé[Qui ?]
- 1976 : Vengeance d'outre-tombe : le portier chevelu du cabaret[Qui ?] et un joueur de Football[Qui ?]
- 1976 : Dynamite Girls : Slim (Johnny Crawford)
- 1977 : La Sentinelle des maudits : Michael Dayton (Jerry Orbach)
- 1977 : Les Duellistes : le lieutenant Lacourbe (Alun Armstrong)
- 1977 : Une poignée de salopards : Berle (Jackie Basehart)
- 1977 : On m'appelle Dollars : le kidnapper noir (Bob Minor)
- 1977 : Les Requins du désert : Grant (Luca Biagini)
- 1978 : Grease : le chef des « Scorpions » (Dennis C. Stewart)
- 1978 : Mélodie pour un tueur : le 1er prisonnier noir (Pembrose Deans)
- 1978 : Mon nom est Bulldozer : Spitz (Giovanni Vettorazzo)
- 1978 : Le Couloir de la mort : Pete Brooks (George O'Hanlon Jr.)
- 1978 : Les Évadés de l'espace : Shiro (Hiroyuki Sanada) (1er doublage)
- 1979 : Les Guerriers de la nuit : le cowboy (Tom McKitterick)
- 1979 : Amityville : La Maison du diable : Jimmy (Marc Vahanian)
- 1979 : Hair : Woof (Donnie Dacus)
- 1979 : 1941 : le messager en side-car (John Landis)
- 1979 : Cul et chemise : Trixie (Les Marcowitz)
- 1979 : Qui a tué le président ? : Miles Garner (David Spielberg)
- 1979 : Alerte dans le cosmos : Jason Caball (Nicholas Campbell)
- 1979 : L'Homme en colère : le serveur du bar du club The Musical[Qui ?] et un bagagiste[Qui ?]
- 1980 : L'Empire contre-attaque : Dack Ralter (John Morton)
- 1980 : Brubaker : Pinky (James Keane)
- 1980 : Fame : Ralph Garcey (Barry Miller)
- 1980 : La Fureur sauvage : « Chat furieux » (Cal Bellini)
- 1980 : Au-delà de la gloire : Smitty (Howard Delman) (1er doublage)
- 1980 : Le Droit de tuer : le voyou dans l'entrepôt (Frank Ferrara)
- 1981 : Das Boot : le lieutenant Werner (Herbert Grönemeyer) (1er doublage)
- 1981 : Blow Out : Bill, le journaliste TV (Dave Roberts)
- 1981 : Le Tueur du vendredi : Jeff (Bill Randolph)
- 1981 : Reds : Eddie (Jack Kehoe)
- 1981 : Le Prince de New York : Ronny Ciello (Matthew Laurance)
- 1981 : La Mort au large : Dave (Chuck Kaufman)
- 1981 : Incubus : Roy Seeley (Matt Birman)
- 1981 : L'Homme de Prague : Nakamura (Bob Lem)
- 1982 : Creepshow : Jordy Verrill (Stephen King)
- 1982 : Un justicier dans la ville 2 : Charles « Nirvana » Wilson (Thomas Duffy (en))
- 1982 : Class 1984 : Fallon (Neil Clifford)
- 1982 : Blade Runner : Gaff (Edward James Olmos)
- 1982 : Firefox, l'arme absolue : le chef Peck (John Ratzenberger)
- 1982 : Capitaine Malabar dit La Bombe : Jerry (Jerry Calà)
- 1982 : Gandhi : le révérend Charlie Andrews (Ian Charleson)
- 1982 : Tootsie : Rick (Peter Gatto)
- 1982 : L'Emprise : Joe Mehan (Raymond Singer)
- 1982 : Horreur dans la ville : Dr Paul Vaughn (William Finley)
- 1982 : L'Homme de la rivière d'argent : Curly (Chris Haywood)
- 1983 : À bout de souffle, made in USA : le libraire (L. Jerry Greenberg)
- 1983 : L'Étoffe des héros : le capitaine Jack Ridley (Levon Helm)
- 1983 : Staying Alive : Butler (Charles Ward)
- 1983 : Jamais plus jamais : Nigel Small-Fawcett (Rowan Atkinson)
- 1983 : La Quatrième Dimension : John Valentine (John Lithgow)
- 1983 : Quand faut y aller, faut y aller : Jeremy Scott (Dan Rambo)
- 1983 : La Forteresse noire : le sergent Oster (Phillip Joseph)
- 1983 : Bonjour les vacances : l'employé de Kamp Komfort (Brian Doyle-Murray)
- 1983 : La Nuit des juges : Robert Karras (Fred McCarren)
- 1984 : Il était une fois en Amérique : Max jeune (Rusty Jacobs) (1er doublage)
- 1984 : Amadeus : le préposé à l'hôpital (Brian Pettifer) (1er doublage)
- 1984 : Terminator : le punk que le Terminator transperce (Brian Thompson)
- 1984 : Police Academy : le cadet Leslie Barbara (Donovan Scott)
- 1984 : L'Histoire sans fin : Uckûck (Deep Roy)
- 1984 : Don Camillo : Brusco (Joseph Ragno)
- 1984 : Ras les profs ! : Danny (Crispin Glover)
- 1984 : Haut les flingues ! : Keith Stoddard (Preston Sparks)
- 1984 : Tank : Elliott (Mark Herrier)
- 1984 : Runaway : L'Évadé du futur : Wilson (Michael Paul Chan)
- 1984 : Exterminator 2 : le policier conduisant le fourgon blindé[Qui ?]
- 1985 : Recherche Susan désespérément : Jim (Robert Joy)
- 1985 : Les Super-flics de Miami : l'agent du FBI jouant au golf avec Tanney (Fred Buck)
- 1985 : D.A.R.Y.L. : M. Nesbitt (David Wohl) (1er doublage)
- 1986 : Comme un chien enragé : l'assistant du procureur (James Foley)
- 1986[n 3] : Armés pour répondre : Akira Tanaka (Mako Iwamatsu)
- 1987 : RoboCop : Emil Antonowsky (Paul McCrane) et Steve Minh (Calvin Jung (en))
- 1988 : Crocodile Dundee 2 : l'adjoint de Brannigan (Stephen Root)
- 1988 : Action Jackson : le voyou du bar no 2 (Branscombe Richmond)
- 1989 : Retour vers le futur 2 : Douglas J. Needles (Michael Balzary)
- 1990 : La Nuit des morts-vivants (Night of the Living Dead) de Tom Savini : le journaliste (William Cameron)
- 1990 : Un crime dans la tête : Jack Gable (John Candy)
- 1991 : Thelma et Louise : Harlan Puckett (Timothy Carhart)
- 1991 : Les Indomptés : Tommy Reina (Chris Penn)
- 1995 : Seven de David Fincher : le vendeur de la boutique SM[Qui ?]
- 1997 : Will Hunting : Tom (John Mighton)
- 1997 : La vie est belle : Bartolomeo (Pietro De Silva)
- 1997 : Mortal Kombat : Destruction finale : Rain (Tyrone C. Wiggins)
- 2000 : Scary Movie : M. Campbell (Rick Ducommun)
- 2000 : The Million Dollar Hotel : Shorty (Bud Cort)

#### Films d'animation
- 1940[n 4] : Fantasia : Mickey Mouse (3e doublage)
- 1959[n 5] : La Belle au bois dormant : l'aboyeur de la cour (2e doublage)
- 1971[n 6] : Robin des Bois[6] : l'emssaire du prince Jean (2e doublage)
- 1979 : The Faithful Wookie[7] : Luke Skywalker
- 1980 : Daffy Duck : L'œuf-orie de Pâques[8] : le narrateur et une souris (1er doublage)
- 1981 : Rox et Rouky : Rouky[n 7]
- 1981 : Peter le Chat : Peter, le patron de M. Larsson et le pompier
- 1981 : Métal Hurlant : un martien, un robot et Zeke
- 1982 : Brisby et le Secret de NIMH : M. Âge, Sullivan, le président du conseil et un rat ne croyant pas à l'arrivée de NIMH
- 1982[n 8] : La Dernière Licorne : un bandit autour du feu
- 1982[n 9] : Les Mille et Un Contes de Bugs Bunny : Porky Pig
- 1983 : Le Noël de Mickey : Mickey Mouse / Bob Crachit (1er doublage)
- 1983[n 10] : Golgo 13 : The Professional : Bragan, l'horloger et Pablo (1er doublage)
- 1983[n 8] : Les Grandes Espérances : le sergent
- 1983 : Tygra, la glace et le feu : un compagnon du prince Taro
- 1987[n 11] : Saint Seiya : Éris : La Légende de la pomme d'or : le narrateur, Shiryu et Hyôga
- 1987[n 12] : Les Ailes d'Honnéamise : le général
- 1988[n 11] : Saint Seiya : La Guerre des dieux : Shiryu
- 1988[n 11] : Saint Seiya : Les Guerriers d'Abel : Shiryu, Hyôga et Dohko
- 1988 : SOS Daffy Duck : Porky Pig
- 1989 : Saint Seiya : Lucifer : Le Dieu des Enfers : Shiryu, Hyôga, Aiolia et Shaka
- 1993[n 12] : Ninja Scroll : Tessai
- 1998[n 13] : La Légende de Brisby : M. Âge

### Télévision

#### Téléfilms
- 1973 : Frankenstein: The True Story : Felix (Dallas Adams)
- 1978 : Au temps de la guerre des étoiles : Luke Skywalker (Mark Hamill)
- 1981 : La Chartreuse de Parme : Borda (Bruno Visentin)
- 1996 : Les Voyages de Gulliver : un scientifique de Brobdingnag (Ricco Ross)
- 1998 : Les Retrouvailles : le postier[Qui ?]
- 2000 : Le Roi du ring : Drew « Bundini » Brown (Chi McBride)

#### Séries télévisées
- W. K. Stratton dans :
  - Les Têtes brûlées (1977) : le lieutenant Lawrence « Larry » Casey (36 épisodes)
  - JAG (1995-2003) : le commandant Ted Lindsey (14 épisodes)

- 1967[n 14] : Le Fantôme de l'Île au Moine[9] : Eli Oakes (Conrad Phillips)
- 1968[n 15] : Le Grand Chaparral : Macklin (Jack Elam) (saison 2, épisode 8)
- 1975 : Columbo : Anderson (Harvey Gold)
- 1977 : Le Petit Vic[10] : ? ( ? )
- 1981-1987 : Capitaine Furillo : le sergent Mick Belker (Bruce Weitz)
- 1982 : K 2000 : le sénateur Russell Forbes (Bruce Gray)
- 1983-1984 : Les Petits Génies : le lieutenant Neal Quinn (A. Martinez)
- 1984 : La Fièvre d'Hawaï : Mac Riley (Robert Ginty)
- 1985 : Cœur de diamant : Inácio Newman
- 1987-1988[n 16] : Metalder : le narrateur (Issei Masamune) et Hakkou Kita (Hiroshi Kawai) (voix de remplacement : épisode 21 à 24 et 27)
- 1989 : La Fête à la maison : Joey Gladstone (Dave Coulier)
- 1992 : Beverly Hills 90210 : Gil Meyers

- 1992-1993 : Dingue de toi : Jay Selby (Tommy Hinkley)

- 1993 : Martin : le révérend Leon Lonnie Love (David Alan Grier)

- 1996 : Dallas : Joey Lombardi
- 1997 : Walker, Texas Ranger : Ted Magill (Brandon Smith)
- 1997-1998 : Tortues Ninja : La Nouvelle Génération : Simon Bonesteel (Scott McNeil)
- 1999-2002 : La Double Vie d'Eddie McDowd : Doug Taylor (William Francis McGuire)
- 2001 : Totalement jumelles : Manuelo Del Valle (Taylor Negron)

#### Séries d'animation
- 1928-1953[n 15] : Mickey Mouse : Mickey Mouse
- 1936-1943[n 17] : Porky le cochon[11] : Porky Pig (1er doublage)
- 1965-1967[n 18] : Le Roi Léo : voix additionnelles (2e doublage)
- 1975-1976[n 19] : Mafalda : Felipé
- 1979-1980[n 20] : King Arthur : Perceval le Gallois et Brutus (2e doublage)
- 1980[n 19] : Bomber X : Héracles et le narrateur (2e voix)
- 1981[n 21] : Flo et les Robinson Suisses : le médecin à bord (épisode 4 à 6)
- 1981 : Shazam! : Billy Batson / le Capitain Marvel
- 1981-1982[n 9] : La Reine du fond des temps : le professeur Eucalyptus
- 1982[n 9] : Paul le Pêcheur : le grand-père d'Anatole (voix de remplacement : épisode 105 à 107)
- 1982[n 8] : Cobra : le docteur (épisode 25)
- 1982 : Les Mystérieuses Cités d'Or : un soldat espagnol (épisode 11)
- 1982-1984[n 11] : L'Académie des Ninjas[12] : le professeur Gato (voix de remplacement)
- 1983[n 22] : Super Durand : Claude (voix principale)
- 1983-1986[n 16] : Muscleman : le comissaire et Pedro (voix de remplacement)
- 1984[n 23] : Ken le Survivant : le barman et voix diverses (épisode 6 à 9)
- 1984[n 23] : Kidd Video : Fat Cat
- 1985 : Pole Position : Zoom
- 1985-1987 : La Famille Ours : Pat l’Épate
- 1985[n 16] : Le Collège fou, fou, fou : le père de Rei (épisode 21) et voix diverses (épisode 22 à 24)
- 1986[n 23] : Pollyanna : le révérend Whittier et M. Pendleton
- 1986[n 23] : Silverhawks : Quicksilver, Copperkid et Stop-heure
- 1986-1987 : Les Petits Malins : Chamo (1er voix)
- 1986-1989[n 23] : Les Chevaliers du Zodiaque : le narrateur, Shiryu, Hyôga, Aiolia (voix principale), Cid, Volker, Phaeton et Syd
- 1987[n 11] : Maxie : voix additionnelles
- 1987 : Archie Classe : Moose
- 1988[n 24] : Dino Riders : Questar (doublage TV)
- 1988 : Bobobobs[13] : Friture et Auguste
- 1988[n 3] : Cours, Annie Cours[14] : Jim Onde-de-Choc et le narrateur
- 1988-1989[n 11] : Les Samouraïs de l'Éternel : Rock, Kaos, Obscuror et le narrateur
- 1988-1991[n 11] : Police Academy : Zed
- 1989-1992[n 25] : Patlabor : le capitaine Goto
- 1990 : Barnyard Commandos : Brouttetout
- 1990 : Nadia, le secret de l'eau bleue : Caïus et Néo
- 1992 : Batman : Requin, Vautour (épisode 71), Rhino (épisode 74) et Grant Walker (épisode 84)
- 1993-1994 : Animaniacs : Francis Pompoignet (épisode 32), M. Lapoot (épisode 39), Garou le Loup (1er voix), Diabolo, le président d'Acme TV (épisode 40), Max (épisode 41) et Daniel Boone (épisode 51)
- 1994 : Davy Crockett : le shériff et Jessie Misfit
- 1995-1997 : The Mask, la série animée : Kablamus (voix principale) et Porky (épisode 39)
- 1996 : Battle Arena Tôshinden : Kaos
- 1996-1999 : Kangoo : Nelson
- 1998[n 13] : Les Supers Nanas : Bernie Bernstain (épisode 40)
- 2000-2002 : Les Kangoo aux Jeux : Nelson

### Jeux vidéo
- 1998 : Dark Project : La Guilde des voleurs : le marteleur Frère Murus / un garde
- 2000 : Dark Project 2 : L'Âge de métal : un garde
- 2002 : The Getaway : Clive McComarck

### Direction artistique

#### Films
- 1988 : Élémentaire, mon cher... Lock Holmes

#### Films d'animation
- 1971[n 26] : Robin des Bois[6](2e doublage)
- 1987[n 27] : Saint Seiya : Éris : La Légende de la pomme d'or
- 1988[n 27] : Saint Seiya : La Guerre des dieux
- 1988[n 27] : Saint Seiya : Les Guerriers d'Abel
- 1989[n 28] : Saint Seiya : Lucifer : Le Dieu des Enfers

#### Séries télévisées
- 1995-1998 : Chair de poule

#### Séries d'animation
- 1981-1982[n 29] : La Reine du fond des temps
- 1986[n 30] : Pollyanna
- 1986-1989[n 30] : Saint Seiya
- 1986-1987 : Les Petits Malins
- 1988-1989[n 27] : Les Samouraïs de l'éternel
- 1989-1992[n 26] : Patlabor
- 1990 : Nadia, le secret de l'eau bleue